# Paepalanthus magalhaesii
Paepalanthus magalhaesii är en gräsväxtart som beskrevs av Silveira. Paepalanthus magalhaesii ingår i släktet Paepalanthus och familjen Eriocaulaceae. Inga underarter finns listade i Catalogue of Life.